# Kanton Formerie
Der Kanton Formerie ist ein ehemaliger, bis 2015 bestehender französischer Wahlkreis im Arrondissement Beauvais, im Département Oise und in der Region Picardie; sein Hauptort war Formerie.
Vertreter im Generalrat des Départements war ab 1992 Gérard Decorde.
Der Kanton Formerie war 151,97 km² groß und hatte im Jahr 1999 7.821 Einwohner. Er lag im Mittel 185 Meter über Normalnull, zwischen 122 Meter in Quincampoix-Fleuzy und 229 Meter in Formerie.

## Gemeinden
Der Kanton bestand aus 23 Gemeinden:
| Gemeinde                | Einwohner Jahr | Fläche km² | Bevölkerungsdichte | Code INSEE | Postleitzahl |
| ----------------------- | -------------- | ---------- | ------------------ | ---------- | ------------ |
| Abancourt               | 639 (2013)     | –          | – Einw./km²        | 60001      | 60220        |
| Blargies                | 532 (2013)     | –          | – Einw./km²        | 60076      | 60220        |
| Boutavent               | 97 (2013)      | –          | – Einw./km²        | 60096      | 60220        |
| Bouvresse               | 180 (2013)     | –          | – Einw./km²        | 60098      | 60220        |
| Broquiers               | 235 (2013)     | –          | – Einw./km²        | 60110      | 60220        |
| Campeaux                | 539 (2013)     | –          | – Einw./km²        | 60122      | 60220        |
| Canny-sur-Thérain       | 222 (2013)     | –          | – Einw./km²        | 60128      | 60220        |
| Escles-Saint-Pierre     | 146 (2013)     | –          | – Einw./km²        | 60219      | 60220        |
| Formerie                | 2.097 (2013)   | –          | – Einw./km²        | 60245      | 60220        |
| Fouilloy                | 200 (2013)     | –          | – Einw./km²        | 60248      | 60220        |
| Gourchelles             | 130 (2013)     | –          | – Einw./km²        | 60280      | 60220        |
| Héricourt-sur-Thérain   | 124 (2013)     | –          | – Einw./km²        | 60312      | 60220        |
| Lannoy-Cuillère         | 271 (2013)     | –          | – Einw./km²        | 60347      | 60220        |
| Moliens                 | 1.096 (2013)   | –          | – Einw./km²        | 60405      | 60220        |
| Monceaux-l’Abbaye       | 220 (2013)     | –          | – Einw./km²        | 60407      | 60220        |
| Mureaumont              | 139 (2013)     | –          | – Einw./km²        | 60444      | 60220        |
| Omécourt                | 191 (2013)     | –          | – Einw./km²        | 60476      | 60220        |
| Quincampoix-Fleuzy      | 400 (2013)     | –          | – Einw./km²        | 60521      | 60220        |
| Romescamps              | 575 (2013)     | –          | – Einw./km²        | 60545      | 60220        |
| Saint-Arnoult           | 198 (2013)     | –          | – Einw./km²        | 60566      | 60220        |
| Saint-Samson-la-Poterie | 258 (2013)     | –          | – Einw./km²        | 60596      | 60220        |
| Saint-Valery            | 63 (2013)      | –          | – Einw./km²        | 60602      | 60220        |
| Villers-Vermont         | 127 (2013)     | –          | – Einw./km²        | 60691      | 60380        |